# Elisabeth Drewes Kofoed
Elisabeth Vilhelmine Drewes Kofoed (geb. Drewes; * 24. April 1877 in Frederiksberg, Dänemark; † 9. Oktober 1948 in Gentofte, Dänemark) war eine dänische Porzellanmalerin.

## Leben und Wirken
Elisabeth Drewes Kofoed kam als Tochter von Albert Augustinus Heinrich Drewes und Marie Sophie Christine Ostemann zur Welt. Die Wege und Stationen ihrer künstlerischen Ausbildung sind nur fragmentarisch überliefert, bekannt ist jedoch, dass sie die von den beiden Malerinnen und Frauenrechtlerinnen Emilie Mundt und Marie Luplau geleitete Zeichen- und Malschule für Frauen in Kopenhagen (Tegne- og Kunstindustriskolen for Kvinder) besuchte.
Im Jahr 1903 heiratete sie den Künstler und Porzellanmaler Hans Kofoed, den sie bei ihrem späteren Arbeitgeber, der Porzellanmanufaktur Bing & Grøndahl, kennenlernte.

### Bing & Grøndahl
Um das Jahr 1896 begann Elisabeth Drewes Kofoed in der Porzellanmanufaktur Bing & Grøndahl zu arbeiten, wo sie bis 1912 als Künstlerin und Unterglasurmalerin tätig war. Anders als die große Konkurrentin, die Königliche Porzellanmanufaktur Kopenhagen, konnte die Manufaktur Bing & Grøndahl, die 1853 gegründet wurde, auf keine lange Tradition zurückblicken. Dennoch gelang es Bing & Grøndahl unter der Leitung von Pietro Krohn, schnell zur Konkurrenz aufzuschließen.

## Werke (Auswahl)

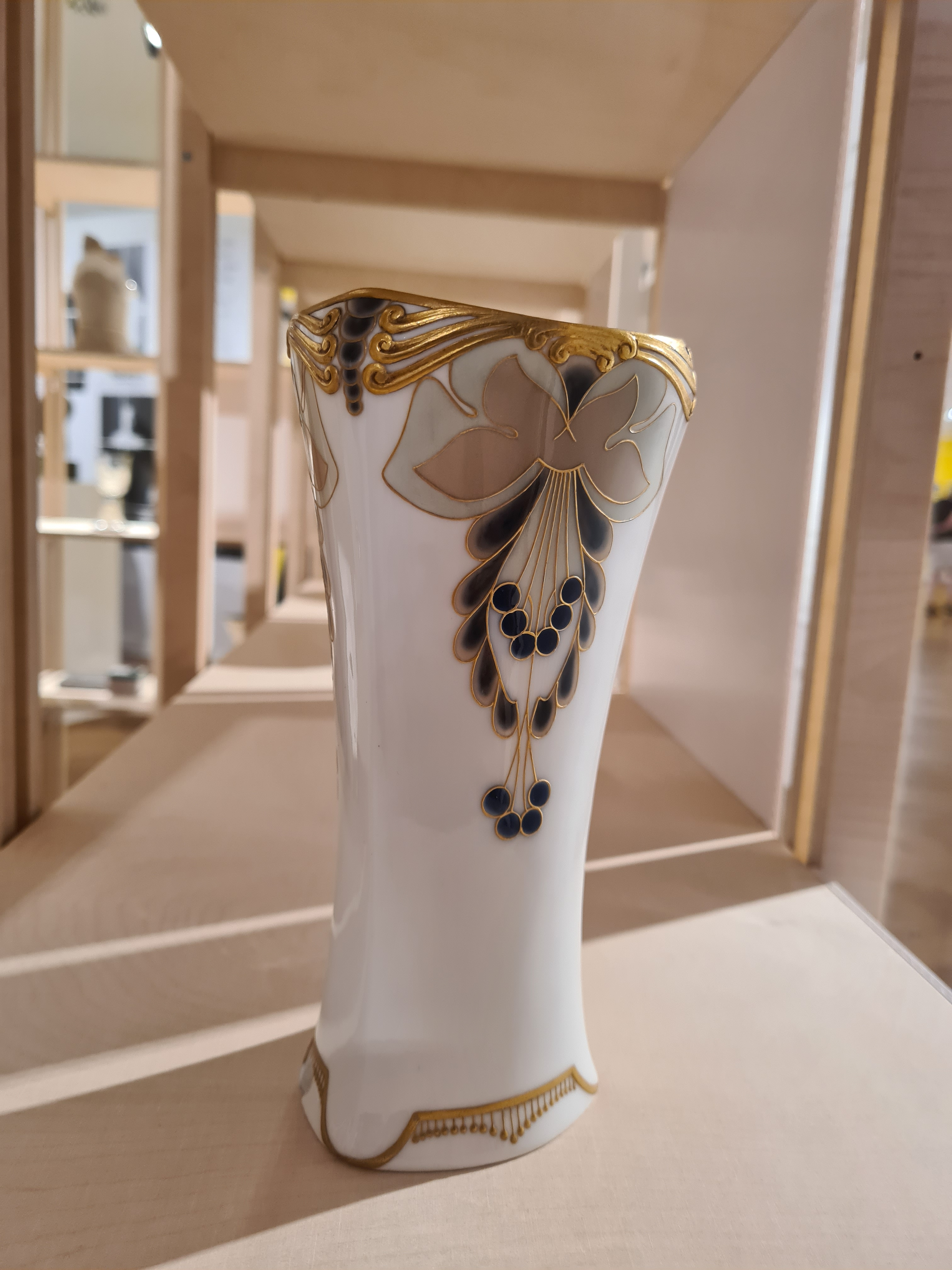
Vase, Elisabeth Drewes Kofoed. Unterglasur- und Emailmalerei sowie vergoldete Drähte und Goldreliefmalerei

Drewes Kofoeds Arbeiten bei Bing & Grøndahl waren zunächst geprägt von Motiven aus der dänischen Natur. Auf ihren Porzellanvasen fanden sich beispielsweise Darstellungen von Kastanienblättern, Pilzen oder Magnolienblüten. Nach 1903 änderte Drewes Kofoed ihren Stil und ihre Technik. Von nun an lehnten sich ihre Porzellanmalereien und -dekore stärker an stilisierte Darstellungen von Blüten und Blättern an, die gemeinhin mit Motiven des Jugendstils in Verbindung gebracht werden können. Darüber hinaus versah sie ihre Porzellanwaren und -objekte mit feinen und vergoldeten Metalldrähten sowie einer subtilen und zarten Reliefmalerei, die sie ebenfalls in Gold ausführte.

### Übersicht Werke (Auswahl)
- Vase, Form und Malerei/Dekor: Elisabeth Drewes Kofoed, Ausführung: Bing & Grøndahl, Datierung: 1906, Sammlung: Bröhan-Museum Berlin
- Vase mit Kastanienblattdekor, Entwurf: Elisabeth Drewes Kofoed, Ausführung: Bing & Grøndahl, Datierung: 1898–1899, Sammlung: CLAY Keramik Museum Danmark
- Krug mit Pilzmotiv, Entwurf: Elisabeth Drewes Kofoed, Ausführung: Bing & Grøndahl, Datierung: 1899–1902, Sammlung: CLAY Keramik Museum Danmark
- Vase, Magnolienblütendekor, Entwurf: Elisabeth Drewes Kofoed, Ausführung: Bing & Grøndahl, Datierung: 1898, Sammlung: CLAY Keramik Museum Danmark. Diese Vase wurde auf der Weltausstellung 1900 in Paris gezeigt.

## Ausstellungen
- 1900: Kunstindustrimuseet, Kopenhagen[1]
- 1904: Kunstnernes Efterårsudstilling, Kopenhagen[1]
- 1968: Mutual Influences between Japanese and Western Art, National Museum of Modern Art, Tokyo[1]
- 1920: Kvindelige Kunstneres retrospektive Udstilling, Kopenhagen[1][6]
- 2016: Japanomania i Norden 1875 –1918, Nasjonalmuseet Oslo[7]
- 2022: Ansehen! Kunst und Design von Frauen 1880-1940, Bröhan-Museum Berlin[8]

## Rezeption
Elisabeth Drewes Kofoeds Arbeit ist im Zusammenhang des großen Erfolges dänischen Porzellans um die Jahrhundertwende und dem damit verknüpften Erfolg der Manufaktur Bing & Grøndahl zu sehen. So zeigte sich beispielsweise Julius Meyer-Graefe begeistert vom dänischen Porzellan auf der Weltausstellung in Paris und attestierte Bing & Grøndahl einen „glänzenden Erfolg“ und die „Hegemonie in Dänemark“.  Auch Elisabeth Drewes Kofoed stellt auf der Weltausstellung aus, die französische Fachzeitschrift La Chronique des Arts et de la Curiosité schreibt im Jahr 1906 über die Arbeiten von Drewes Kofoed bei Bing & Grøndahl von  einem „unerwarteten Charme“.